# Chaur

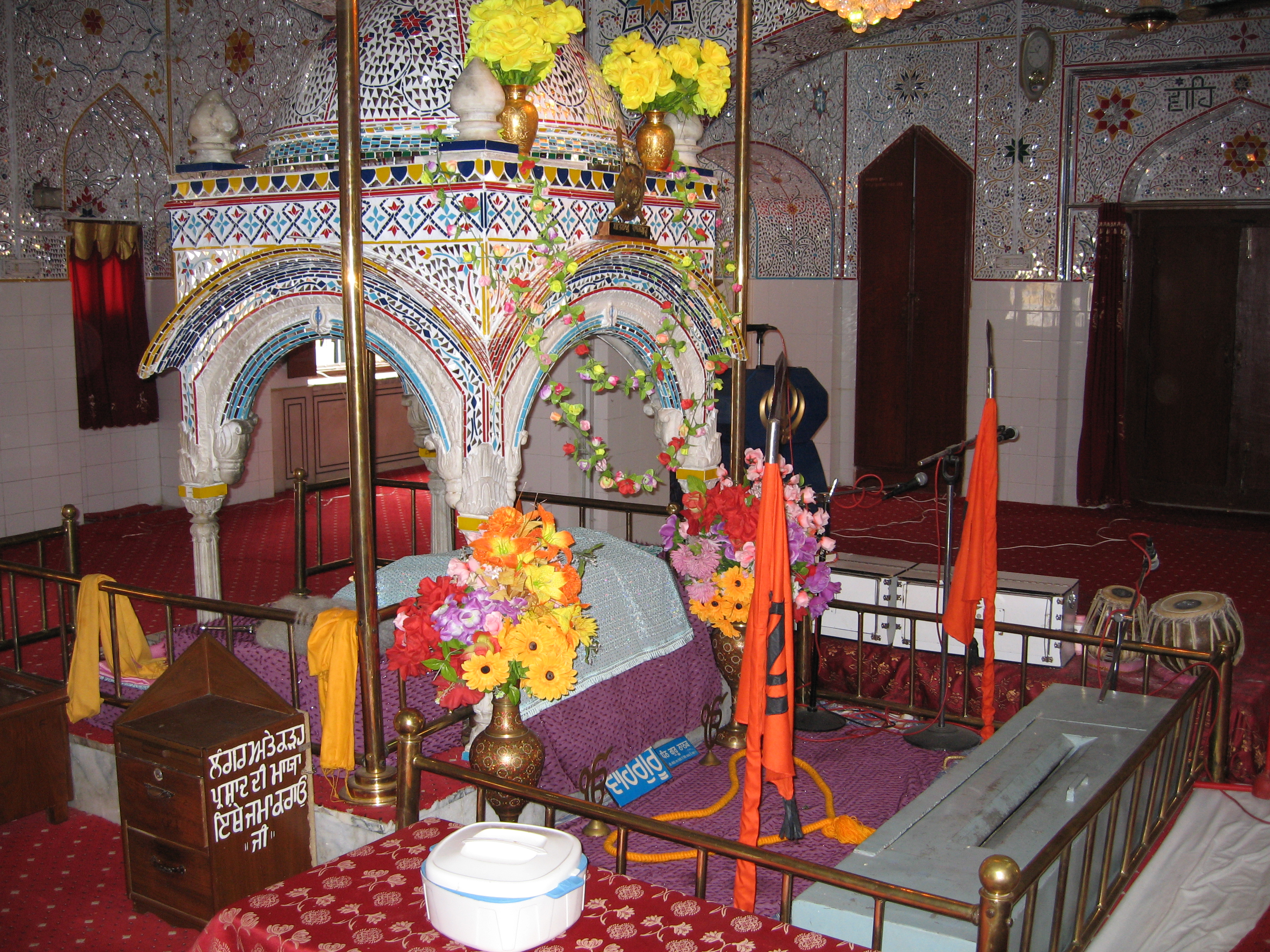
Le chaur est visible dans le quart gauche, en bas, de cette photo d'autel.

Chaur, appelé aussi chauri ou chaur sahib, est un instrument symbolique utilisé dans les gurdwaras, les temples sikhs. C'est une sorte de plumeau fait de plumes de paon ou de poils de yak liés ensemble et placés au bout d'un court manche en bois ou en argent. Des fibres artificielles sont aussi mises de nos jours à la place de celles de ces deux animaux.
Cet instrument de culte est manipulé au-dessus du Guru Granth Sahib, le livre saint des sikhs, au cours des lectures, par des bénévoles; son usage marque le respect et la révérence que doit avoir le croyant envers les écritures saintes. C'est un honneur pour le croyant de manier le chaur lors d'une lecture, et cette action est même considérée comme faisant partie du sewa, le Service désintéressé auquel doit participer tout sikh. Lors de la journée, en dehors des offices, il est posé près du Livre saint.